# VK Mag
VKMag, voorheen Volkomen Kut, is een Nederlandse weblog en een van de grootste in zijn genres. De site werd in 2006 voor vier Dutch Bloggies genomineerd.